# Sæby Sogn (Skive Kommune)
 For alternative betydninger, se Sæby Sogn. (Se også artikler, som begynder med Sæby Sogn)
Sæby Sogn er et sogn i Salling Provsti (Viborg Stift).
I 1800-tallet var Sæby Sogn og Vile Sogn annekser til Nautrup Sogn. Alle 3 sogne hørte til Harre Herred i Viborg Amt. Nautrup-Sæby-Vile sognekommune blev ved kommunalreformen i 1970 indlemmet i Sallingsund Kommune, som ved strukturreformen i 2007 indgik i Skive Kommune.
I Sæby Sogn ligger Sæby Kirke.
I sognet findes følgende autoriserede stednavne:
- Grynderup (bebyggelse, ejerlav)
- Grynderup Sø (areal, ejerlav)
- Holmgårde (bebyggelse, ejerlav)
- Skruehuse (bebyggelse)
- Sæby (bebyggelse, ejerlav)